# Esponja de Menger

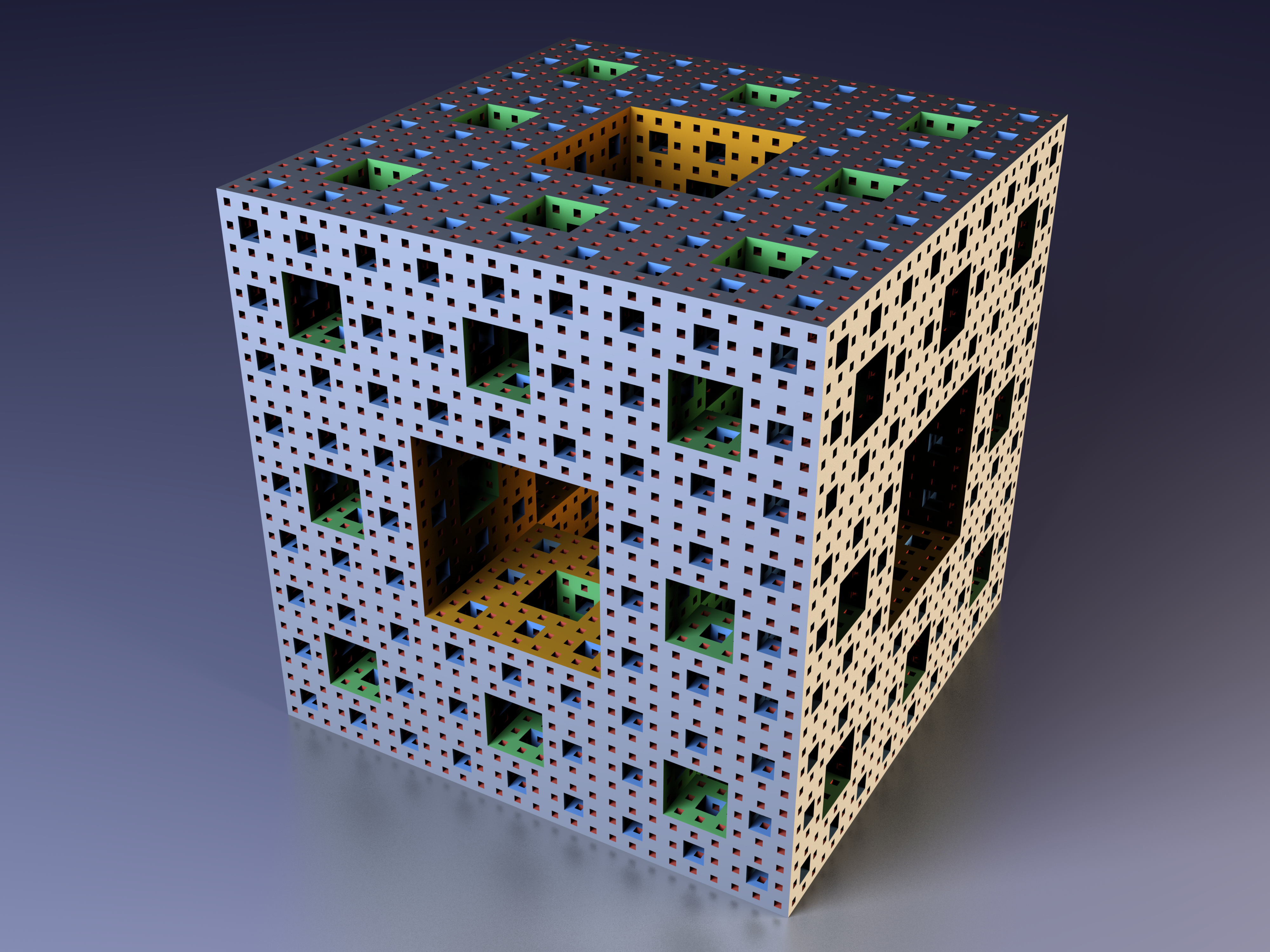
Esponja de Menger

Esponja Menger fractal em matemática é uma curva universal. Na medida em que tem uma dimensão topológica, e qualquer outra curva (mais precisamente: qualquer espaço métrico compacto topológico de dimensão 1), é homeomórfica para alguns subconjuntos dele. Às vezes é chamado de esponja de Sierpinski-Menger ou esponja de Sierpinski. É uma extensão tridimensional do conjunto de Cantor e "carpete" de Sierpinski. Foi descrita pela primeira vez pelo matemático austríaco Karl Menger, em 1926, enquanto explorando o conceito de dimensão topológica.

## Construção

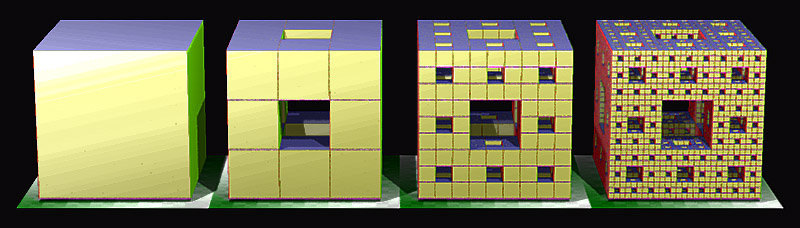
Quatro passos da construção de uma esponja de Menger

Construção de uma esponja Menger pode ser visualizada como segue:
1. Comece com um cubo, primeira imagem;
2. Divida cada face do cubo em 9 quadrados. Tal sub-dividir o cubo em 27 cubos pequenos, como um Cubo de Rubik;
3. Remova o cubo no meio de cada face, e remover o cubo no centro, deixando 20 cubos (segunda imagem). Esta é uma esponja Menger Nível 1;
4. Repita os passos 1-3 para cada um dos restantes pequenos cubos.

A segunda repetição lhe dará uma esponja Nível 2 (terceira imagem), o terceiro uma esponja Nível 3 (quarta imagem), e assim por diante. A esponja Menger si é o limite deste processo depois de um número infinito de iterações.
O número de cubos aumenta 20n, com n sendo o número de iterações realizadas no primeiro cubo:
| Iterações | Cubos      |
| --------- | ---------- |
| 0         | 1          |
| 1         | 20         |
| 2         | 400        |
| 3         | 8.000      |
| 4         | 160.000    |
| 5         | 3.200.000  |
| 6         | 64.000.000 |

No primeiro nível, não são realizadas iterações, (200 = 1).

## Propriedades
Cada face da esponja Menger-Sierpinski é um tapete. Além disso, a intersecção da esponja Menger com uma diagonal ou médio inicial do cubo {\displaystyle M_{0}} é um conjunto de Cantor.
A esponja Menger é um conjunto fechado; uma vez que também é limitada, o teorema de Heine-Borel implica que é compacta. Além disso, a esponja Menger é incontável e tem medida de Lebesgue 0.
A dimensão do topológica é uma esponja Menger, da mesma forma que qualquer curva. Menger apresentaram, em 1926 a construção, que a esponja é uma curva universal, em que qualquer possível uma curva-dimensional é homeomórfica a um subconjunto da esponja Menger, quando aqui uma curva, qualquer compacta métrica espaço de Lebesgue cobrindo uma dimensão; este inclui árvores e gráficos com um número arbitrário contável de arestas, vértices e os circuitos fechados, conectados em formas arbitrárias.
De um modo semelhante, o carpete Sierpinski é uma curva universal para todas as curvas que podem ser tiradas sobre o plano bidimensional. A esponja Menger construídos em três dimensões estende esta ideia de gráficos que não são planas, e podem ser incorporados em qualquer número de dimensões. Assim, qualquer geometria da malha gravidade quântica pode ser embutido em uma esponja Menger.
Curiosamente, o volume da esponja Menger tende a zero e simultaneamente a superfície tente ao infinito.
A esponja tem uma dimensão de Hausdorff  {\displaystyle {\frac {\log 20}{\log 3}}\approx 2,726833}.

## Definição formal
Formalmente, uma esponja de Menger pode ser definida como segue.
{\displaystyle M:=\bigcap _{n\in \mathbb {N} }M_{n}}
onde {\displaystyle M_{0}} é o cubo unitário e
{\displaystyle M_{n+1}:=\left\{{\begin{matrix}(x,y,z)\in \mathbb {R} ^{3}:&{\begin{matrix}\exists i,j,k\in \{0,1,2\}:(3x-i,3y-j,3z-k)\in M_{n}\\{\mbox{e no máximo um dos }}i,j,k{\mbox{ é igual a 1}}\end{matrix}}\end{matrix}}\right\}.}